# غاريث إدواردز (منتج تلفزيوني)
غاريث إدواردز (بالإنجليزية: Gareth Edwards)‏ هو منتج تلفزيوني بريطاني، ولد في 1965 في كورنوال في المملكة المتحدة.

## وصلات خارجية
- غاريث إدواردز على موقع IMDb (الإنجليزية)
- غاريث إدواردز على موقع ميوزك برينز (الإنجليزية)
- غاريث إدواردز على موقع قاعدة بيانات الفيلم (الإنجليزية)